# Ben Bender
Ben Bender, né le 7 mars 2001 à Baltimore aux États-Unis, est un joueur américain de soccer. Il joue au poste de milieu relayeur au Charlotte FC.

## Biographie

### Jeunesse et formation
Ben Bender joue au soccer dans les équipes de jeunes du Fewster FC. Il joue ensuite une saison pour l'académie de l'Union de Philadelphie et quatre ans pour l'Armour de Baltimore.
Il fréquente la Calvert Hall College High School (en). En tant que Junior, il est nommé par la TopDrawerSoccer (en), est deux fois dans l'équipe-type de la Maryland Interscholastic Athletic Association (en) et est dans la sélection de la deuxième équipe All-Metro du Baltimore Sun après avoir marqué neuf buts et délivré six passes décisives. Lors de sa saison Freshman, Calvert Hall remporte le championnat de la conférence MIAA. Il est nommé dans l'équipe-type All-American de l'État en 2019.

### Parcours universitaire
Il joue ensuite au soccer au niveau universitaire à l'Université du Maryland, à College Park, entre 2020 et 2021. Cependant, la saison 2020 est reportée au printemps 2021, en raison de la pandémie de Covid-19. Le 19 février 2021, il participe à son premier match, en tant que titulaire, avec les Terrapins face aux Nittany Lions de Penn State. Son équipe s'incline 3-2. Il inscrit son premier but, le 27 mars, contre les Wildcats de Northwestern lors d'une victoire 1-2. Le 10 avril, il est nommé dans l'équipe-type freshman de la Big Ten ainsi que dans la deuxième équipe-type de la Big Ten.
La saison suivante, il inscrit son premier but de la saison face aux Retrievers de l'UMBC, le 29 août 2021. Les Terps gagnent 4-3. La rencontre suivante, contre les Patriots de George Mason, il délivre sa première passe décisive en faveur de son coéquipier Chris Rindov lors d'une victoire 2-0. Le 7 septembre, il est élu étudiant-joueur offensif de la semaine par la Big Ten. Le 19 octobre, il reçoit à nouveau cette même récompense. Le 5 novembre, il est élu milieu de terrain de l'année par la Big Ten et est nommé dans la première équipe-type de la conférence. Il fait partie de l'équipe-type du Nord, puis de la première équipe-type All-American des United Soccer Coaches (en) en décembre 2021. En 29 rencontres, Ben Bender inscrit 9 buts et délivre 5 passes décisives avec les Terrapins du Maryland.

### En club
Ben Bender continue à jouer au soccer pendant ses vacances d'été, lorsqu'il rejoint les Christos de Baltimore en National Premier Soccer League.
Le 6 janvier 2022, il anticipe son passage en professionnel et signe un contrat Génération Adidas avec la Major League Soccer. Le 11 janvier 2022, le Charlotte FC le sélectionne lors du premier tour (premier choix au total) du repêchage universitaire de la Major League Soccer,,. Il devient ainsi le troisième joueur de l'Université du Maryland à être sélectionné en premier lors du repêchage universitaire.
Le 26 février 2022, il fait ses débuts en Major League Soccer contre D.C. United, s'inclinant 3-0. C'est par ailleurs le tout premier match disputé par son club en MLS. Il inscrit son premier but pour le club, le 19 mars, contre le Revolution de la Nouvelle-Angleterre lors d'une victoire 3-1. C'est la première victoire du Charlotte FC en MLS.
Le 6 septembre 2024, il est prêté aux Rowdies de Tampa Bay, en USL Championship, jusqu'à la fin de la saison. Lors de ce transfert, le Charlotte FC signe également une prolongation de contrat qui lui permet de rester jusqu'à la fin de la saison 2025,.